# René Abjean
Pour les articles homonymes, voir Abjean.
René Abjean est un compositeur français né à Brest le 22 novembre 1937.

## Biographie
Né en 1937 à Brest, René Abjean fait ses débuts dans la musique bretonne à la chorale de Plouguerneau en 1953. Il crée à 17 ans son premier groupe vocal, un chœur d’hommes et participe à plusieurs expériences musicales avec les précurseurs du « revival » breton dont le quatuor Ar Baganiz en 1962 ou encore le groupe An Triskell, en 1969 dont il signe de nombreux arrangements. Il est cofondateur du Cercle Breton de Brest, puis préside le Festival International des Cornemuses à Brest à partir de 1969.
En 1974, il publie une monographie sur La Musique bretonne, collabore à diverses revues et est l’auteur d’un chapitre sur la musique bretonne dans L’Histoire littéraire et culturelle de la Bretagne. En 1975 il prend la direction de la chorale de Ploudalmézeau, puis en 1977 de celle du Folgoët et fonde en les regroupant avec celle de Plouguerneau, « l’Ensemble choral du Bout du Monde » qu’il dirige avec son ami Jo Le Gad jusqu’en 1988.
En 1977, il fonde à Brest avec Pierre-Yves Moign, le Centre Breton d’Art Populaire et préside de 1979 à 1981 l’Association Culturelle de Brest, créée pour gérer le Palais des Arts et de la Culture. L’année suivante il dirige les débuts de Radio Bretagne Ouest - Radio Breizh Izel. Il écrit et enregistre de nombreuses œuvres liturgiques, Missa Keltia en 1975, et profanes, les cantates Ar Marc’h Dall en 1979, War Varc’h d’ar Mor en 1987 et Kan evit ar Peoc’h en 1989. En 1998, il publie un recueil de chants de marins, rejoint la chorale Iroise et le groupe des Marins d’Iroise. Il collabore aussi régulièrement au chœur d’hommes Mouezh Paotred Breizh créé en 1993 par son ami Jean-Marie Airault. 1999 voit la création de la cantate Une ville vers la mer sur un texte d’Heather Dohollau et la création avec Christian Desbordes de la cantate pour l’an 2000, Kalon ar Bed sur un texte de Job an Irien et en 2000, la cantate Liñvadenn Ker Is pour les 50 ans de la fédération Kendalc’h. Création en 2004 d'une cantate pour chœur d'hommes pour les dix ans de "Mouezh Paotred Breizh" chœur d'hommes de Bretagne Ce Pays vers la mer, Bro ar mor braz, this land and the sea enregistré par ce chœur en 2005 et distribué par la Coop Breizh à Spézet.
Il est aussi docteur ès sciences et enseigna la physique à l’UBO. Il a eu le prix Bardet en 1975 pour l’avancement des méthodes spectroscopiques et a été membre de l'Académie des sciences de New York de 1997 à 1999. Il est décoré de l'ordre de l'Hermine. Il est marié à Marie Kermarec (br).
Il fait partie du comité régional du CSA depuis sa création en 1991,.

## Discographie
- 2006 : Bretagne, chantons la mer (Éditions Le Télégramme)
- 2007 : A bouez penn ha mouez bro konk ...O Kanan

## Publications
- La Musique bretonne, 1974
- Chants de la mer et des marins, 1998, Éditions Le Télégramme
- Les chorales chantent Maxime Piolot, vol. 1 2005, vol. 2 2007, éd. Or-Cabon
- Bretagne est musique : Le point sur 50 ans de renouveau, 2006, Institut culturel de Bretagne,  (ISBN 2-86822-102-5)
- 60 chants de marins. Les Marins d'Iroise, 2007, Éditions Ouest-France
- Glenmor, chansons - kanaouennou, 2007, éd. Keltia Graphic
- Les Marins d'Iroise. Partitions chorales, 2011, éd. Universal
- Carnet de chants des Marins d'Iroise, 2012, Éditions Le Télégramme
- Arthur Goasdoué 1907-1968 (préface), 2012
- La musique des cantiques du père Maunoir, 2013, Emgleo Breiz
- Kanomp Breizh : toniou kembraek, keltiek, ha klasel lakaet e brezhoneg, 2014
- Bretagne est musique, 2017, Coop Breizh, 2843468140